# Sittacène

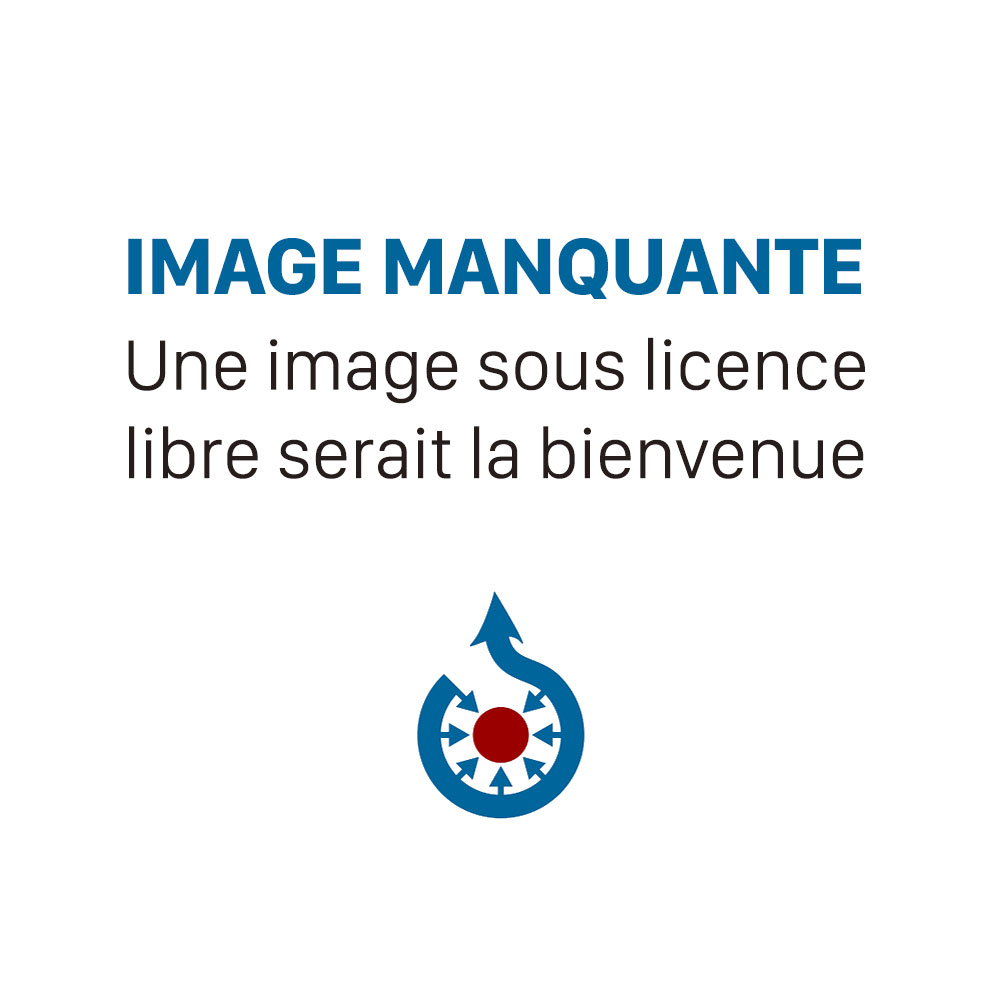

Sittacène est une ancienne région située en Babylonie et en Assyrie dont la capitale est Sittace. L'auteur Pline l'Ancien dans son livre « Histoire naturelle », place Sittacène entre Sarpol-e Zahab, Fars et Characène et également entre Arbelitis et la Palestine. Hormis Sittace, les villes Sabata et Antioche sont identifiées comme des villes importantes. Le quartier de Sittacène semble avoir été appelé dans les derniers temps « Apolloniatis », et côtoyait la province de Susis. Il est également probable que le quartier soit le même endroit que Quinte-Curce appelle « Satrapène ».
Les forces d'Alexandre le Grand défilaient dans Sittacène sur leur chemin de Babylone à Suse. Quinte-Curce et Diodore de Sicile placent les quartiers militaires d'Alexandre et de ses forces entre leur renforcement à Babylone et la lutte contre Suse à Sittacène. Les jeux qui ont eu lieu pour remonter le moral sont devenus le sujet d'une peinture célèbre de la collection du musée J. Paul Getty Museum.
Pendant la Période hellénistique, des colons ont résidé dans Sittacène.

## Sources
- (en) Cet article est partiellement ou en totalité issu de l’article de Wikipédia en anglais intitulé « Sittacene » (voir la liste des auteurs).